# Pharaphodius fiechteri
Pharaphodius fiechteri es una especie de escarabajo del género Pharaphodius, tribu Aphodiini. Fue descrita científicamente por Balthasar en 1941.
Se distribuye por Kenia. Mide aproximadamente 5,3 milímetros de longitud. Se ha registrado a elevaciones de 500-600 metros.